# 木村太飛
木村 太飛（きむら たいひ、3月15日 - ）は、日本の男性声優。青森県出身。賢プロダクション所属。

## 略歴
高校時代には、第64回NHK杯全国高校放送コンテストの朗読部門で優秀賞となり、春の甲子園の閉会式で司会を務めた。そのころ放送部で朗読をしていたことで職業としての声優に興味を持つ。その後、賢プロダクションを含めた3社合同の公募オーディションをネットで見つけて「参加してみよう！」と勢いで応募したことで声優としての活動を始める。

## 人物
芝居をする中で好きだったり得意な役柄・ジャンルについてはヤンキーキャラがすごく好きだという。男子校系のアニメやボイスドラマの現場はガヤ収録で演者の皆がふざける率が高いため、すごく楽しいという。
特技はラップ、津軽弁、叫び声。趣味は料理、古着。

## 出演
太字はメインキャラクター。

### テレビアニメ
2022年
- もっと!まじめにふまじめ かいけつゾロリ（メダリストA、昆虫人B）

2023年
- 不滅のあなたへ（レンリル兵）
- ノケモノたちの夜（団員）
- スキップとローファー（瀬川）
- 青のオーケストラ（中学生）
- クレヨンしんちゃん（2023年 - 2024年、乗客B、後輩C）
- め組の大吾 救国のオレンジ（署内放送、隊員）
- ビックリメン（スタッフ）

2024年
- 治癒魔法の間違った使い方（魔族兵、魔族兵D）
- メタリックルージュ（スタッフ）
- 刀剣乱舞 廻 -虚伝 燃ゆる本能寺-（徳川兵、家臣）
- 夜桜さんちの大作戦（利用客）
- 負けヒロインが多すぎる!（男子生徒、生徒）
- BEYBLADE X（高校生）
- ラーメン赤猫（青木）
- 先輩はおとこのこ（藤井）
- 歴史に残る悪女になるぞ（男性）
- 妖怪学校の先生はじめました!（2024年 - 2025年、カズ夫）
- 来世は他人がいい（瀬川、声2、半グレ、組員）
- やり直し令嬢は竜帝陛下を攻略中（帝国兵A）

2025年
- シャングリラ・フロンティア（水夫A、水夫C、魚人ゾンビA）
- 花は咲く、修羅の如く（西野蓮吾）
- Aランクパーティを離脱した俺は、元教え子たちと迷宮深部を目指す。（冒険者D、冒険者、シャドウストーカー、人々）
- 履いてください、鷹峰さん（男子生徒A）
- TO BE HERO X（レオ、消防士）
- 最強の王様、二度目の人生は何をする?（アダム・クレンシュ）
- ヴィジランテ-僕のヒーローアカデミア ILLEGALS-（市民）
- 陰陽廻天 Re:バース（業平猛）
- ホテル・インヒューマンズ（部下）
- New PANTY & STOCKING with GARTERBELT（テズリ）
- ブスに花束を。（男子生徒）
- サイレント・ウィッチ 沈黙の魔女の隠しごと（グレン・ダドリー）
- ガチアクタ（掃除屋）
- 光が死んだ夏（男子生徒）

### 劇場アニメ
- 劇場版 イナズマイレブン 新たなる英雄たちの序章（2024年、長尾茂）

### Webアニメ
- 賭ケグルイ双（2022年、生徒たち）
- ドラゴン娘になりたくないっ!（2023年、校長）

### ゲーム
- HUNDRED LINE -最終防衛学園-（2025年、澄野拓海[2]）

### 初出話一覧
1. 1 2 3  第13話初出
2. 1 2  第4話初出
3. ↑  第20話初出
4. 1 2  第1244話初出
5. ↑  第1201話初出
6. 1 2 3 4 5 6 7  第6話初出
7. ↑  第8話初出
8. 1 2 3 4  第11話初出
9. 1 2 3  第2話初出
10. 1 2 3 4 5  第1話初出
11. 1 2  第42話初出
12. ↑  第17話初出
13. 1 2 3  第3話初出
14. 1 2 3  第9話初出
15. ↑  第12話初出
16. ↑  第43話初出
17. ↑  第44話初出
18. ↑  第10話初出
19. ↑  第22話初出
20. ↑  第23話初出
21. ↑  第24話初出
22. 1 2 3  第5話初出
23. ↑  第7話初出